# チエンコーン郡
チエンコーン郡（チエンコーンぐん）はタイ北部の、チエンラーイ県の北東部に位置する郡（アムプー）。国境のメコン川を挟みラオスのボーケーオ県フアイサーイ郡に隣接する。2013年にはアジアハイウェイ3号線の第4タイ・ラオス友好橋が完成した。メコン川上流は、船舶航行協定によって、プーアル茶で有名な中国の普洱市（プーアル市, 旧「思茅市」）からラオスのルアンプラバンまで、全長８８６キロメートル区間で自由貿易が出来る。チエンコーンからチエンセーン経由で中国の景洪までの船が運航されている。

## 名称
チエンコーンは以前はムアンコーンラート (เมืองขรราช) と呼ばれていた。日本ではチエンコン、チェンコーン、チェンコンとも。

## 歴史
ナーン王国の覇権下の元、1262年にアリヤウォン王と呼ばれる国主がナーンから派遣され統治した。その後チエンマイ年代記によれば1269年ないし70年にはラーンナー王朝の覇権下に入っている。
その後、ビルマによる占領などを経てなお、ラーンナーあるいはチャクリー王朝に朝貢しながらも国主のいる独立した領域として、1910年のプラヤー・チッタウォンの代までチエンコーンは存続した。その後は、チャクリー改革により、内務省の管轄下に入り、チエンラーイ県の一部となった。

## 地理
郡はイン川が形成した台地に位置し、西のチエンセーン郡と東のウィエンケーン郡とは山で分けられており、南に向かってなだらかに平地が広がっている。イン川は市街地の東側でメコン川と合流する。
ラオスとの国境地帯にあり、メコン川沿いにあるチエンコーンの町が国境として解放されている。対岸はラオスのフエイサイである。
4月～5月までチエンコーンではメコン川沿いで、巨大なナマズの漁が行われることで有名である。

## 経済
域内の経済活動のほとんどが農業である。ただしラオスとの国境街であることから小規模の交易も行われている。また、郡内には日本企業によって建てられた木材工場がある。またチエンコーンは自然を生かしたリゾート地としての側面も持つ。

## 行政区分
郡は7のタムボンがあり、さらに102の村（ムーバーン）がある。郡内には二つのテーサバーン（自治体）があり以下のようになっている。
- テーサバーンタムボン・ウィエンチエンコーン・・・タムボン・ウィエン、
- テーサバーンタムボン・ブンルアン・・・タムボン・ブンルアン

また、郡内には6のタムボン行政体がある。なお、以下は郡内のタムボンの一覧である。以下のリストにおける欠番は、分離してウィエンケン郡となったタムボンである。
1. タムボン・・・・ตำบลเวียง
2. タムボン・・・・ตำบลสถาน
3. タムボン・・・・ตำบลครึ่ง
4. タムボン・・・・ตำบลบุญเรือง
5. タムボン・・・・ตำบลห้วยซ้อ

1. タムボン・・・・ตำบลศรีดอนชัย

1. タムボン・・・・ตำบลริมโขง

## 注脚
1. ↑  The Chiang Mai Chronicle 2nd Edition, trans. David K. Wyatt and Aroonrut Wichienkeeo, Chinag Mai: Silkworm Books, 1998, ISBN 9747100622, p19